# Les Frères Solomon
Pour les articles homonymes, voir Solomon.
Pour plus de détails, voir Fiche technique et Distribution.
Les Frères Solomon (The Brothers Solomon) est une comédie américaine réalisée par Bob Odenkirk et sortie en 2007.

## Synopsis
John et Dean Solomon sont deux frères vivant en colocation dans le même appartement et ne sont pas chanceux en amour, car en dépit de leur gentillesse, ils n'en sont pas moins socialement inaptes, notamment envers les femmes. Un jour, ils apprennent que leur père, Ed, est malade et est hospitalisé. Dès leur arrivée à l'hôpital, les deux frères le trouvent dans le coma. Le médecin qui s'est chargé de lui leur annonce qu'il avait émis le souhait d'avoir un petit-fils. Désemparés, John et Dean se mettent à la recherche d'une femme pour avoir un bébé. Après avoir passé une annonce sur un site de petites annonces, ils reçoivent un message d'une certaine Janine Rice, qui en échange d'un chèque, accepte, par insémination artificielle, de porter le bébé de l'un des frères...

## Fiche technique
- Titre : Les Frères Solomon
- Titre original : The Brothers Solomon
- Réalisation : Bob Odenkirk
- Scénario : Will Forte
- Production : Matt Berenson et Tom Werner
  - Producteur délégué : Paddy Cullen
- Société de production : Carsey-Werner Company et Revolution Studios
- Distribution :  États-Unis : TriStar Pictures
- Musique : John Swihart (en)
- Photographie : Tim Suhrstedt (en)
- Montage : Tracey Wadmore-Smith
- Décors : John Paino
- Costumes : Melina Root
- Pays :  États-Unis
- Genre : Comédie
- Durée : 93 minutes
- Format : Couleur (DeLuxe) - Son : Dolby Digital, DTS, SDDS - 1,85:1 - Format 35 mm
- Budget : 10 000 000 $US[1]
- Dates de sortie [2]: 
  -  États-Unis : 7 septembre 2007
  -  Belgique : 26 septembre 2007
  -  Canada : sorti en DVD le 26 décembre 2007 [3]
  -  France : Non sorti en salles, sorti directement en DVD le 6 mai 2008[4]
- Interdiction :  États-Unis : R pour langage sexuel

## Distribution
- Will Arnett (VF : Emmanuel Curtil) : John Solomon
- Will Forte (VF : Christophe Lemoine) : Dean Solomon
- Chi McBride (VF : Lionel Henry) : James
- Kristen Wiig (VF : Laëtitia Lefebvre[5]) : Janine
- Malin Åkerman (VF : Dorothée Pousséo) : Tara
- Lee Majors (VF : Dominique Paturel) : Ed Solomon
- Michael Ormsby : John Solomon "jeune"
- Bob Odenkirk : Jim Treacher
- Sam Lloyd : Dr. Spencer
- Charles Chun : Dr. Wong
- Ryun Yu : Dr. Wang
- Jenna Fischer (VF : Amélie Gonin[6]) : Michelle
- Susanne Wright : Erica
- Casey Wilson (VF : Nathalie Régnier) : l'employée de la banque du sperme

## Production

### Développement
Le scénario des Frères Solomon est écrit par Will Forte, connu comme membre du casting du Saturday Night Live, qui n'est pas une adaptation d'un sketch de l'émission, comme ce fut souvent le cas pour notamment d'anciens comédiens du show. Au moment de l'écriture, Forte envisageait déjà Will Arnett pour incarner l'un des deux frères.
Parmi le casting, hormis Arnett et Forte, qui interprètent les rôles-titres, on retrouve notamment des membres du Saturday Night Live comme Kristen Wiig, que le réalisateur Bob Odenkirk avait fait débuter au cinéma avec une figuration dans Melvin Goes at Dinner en 2003, et Casey Wilson, mais également d'autres acteurs tels Chi McBride, qui a également travaillé avec Odenkirk, Lee Majors et Malin Åkerman.

### Tournage
Le tournage débuta le 5 juin 2006 et s'est déroulé à Long Beach, dans l'État de Californie.

## Réception

### Accueil critique
Dans l'ensemble des pays anglophones, Les Frères Solomon a connu des critiques négatives, recevant 15 % d'avis favorables sur le site Rotten Tomatoes, basé sur 72 commentaires et une note moyenne de 3.3⁄10 et une moyenne de 32⁄100 sur le site Metacritic, basé sur dix-sept commentaires.

### Box-office
| Pays ou région | Box-office  | Date d'arrêt du box-office | Nombre de semaines |
| -------------- | ----------- | -------------------------- | ------------------ |
| Mondial        | 1 035 056 $ | 18 novembre 2007           | 9                  |
| États-Unis     | 900,926 $   | 23 septembre 2007          | 3                  |

#### Performance aubox-office
Distribué aux États-Unis dans une combinaison maximale de 700 salles, Les Frères Solomon démarre à la vingt-quatrième place du box-office, avec 508,601 $ de recettes, soit une moyenne de 726 $ par salles, pour son premier week-end d'exploitation et 716,759 $, soit une moyenne de 1,024 $ par salles, pour sa première semaine à l'affiche. 
Le second week-end ne lui permet pas de se redresser, puisque classé à la trente-neuvième place du box-office et totalisant 100,230 $, soit 143 $ par salles, durant cette période, évoluant avec une baisse de 80,3 % des bénéfices engrangées le week-end précédent. Le cumul des recettes par week-end sont de 816,989 $. Les résultats de la seconde semaine ne sont guère encourageants, puisque pour 138,088 $ de recettes, soit une moyenne de 197 $ par la salles, il n'est que classé qu'à la quarantième position du box-office, avec une baisse de 80,7 % des bénéfices engrangées par rapport à la semaine précédente. Le cumul des bénéfices par semaine est de 854,847 $. 
Ne restant plus que 67 salles à le diffuser, Les Frères Solomon finit dans les profondeurs du classement (51e en troisième week-end pour une moyenne de 687 $ par salles et 59e en troisième semaine pour une moyenne de 688 $ par salles) avec 46,079 $, faisant un cumul de 900,926 $, qui sera le résultat total sur le territoire américain, rencontrant un échec commercial au vu de son budget de production de 10 millions de $.

## Bande originale[12]
1. The Yeah Yeah Yeah Song - The Flaming Lips
2. Mornings Eleven - The Magic Numbers
3. St. Elmo's Fire (Man in Motion) (Acoustic) - John Parr
4. Almost Paradise - Ann Wilson & Mike Reno
5. Bull Headed Brother - John Swihart
6. The Negotiator - John Swihart
7. Baby Toss - John Swihart
8. Fire Escape - John Swihart
9. Baby-Proof Apartment - John Swihart
10. Lamaze Class - John Swihart
11. To Janine's - John Swihart
12. Sofa Talk - John Swihart
13. Losers - John Swihart
14. Dad Flashback - John Swihart
15. Dead Bird & Popcorn - John Swihart
16. Delivery - John Swihart
17. Find That Baby - John Swihart
18. First Trimester - John Swihart
19. Grandson - John Swihart
20. How Long - John Swihart